# Inonotus fimbriatus
Inonotus fimbriatus är en svampart som beskrevs av L.D. Gómez & Ryvarden 1985. Inonotus fimbriatus ingår i släktet Inonotus och familjen Hymenochaetaceae.   Inga underarter finns listade i Catalogue of Life.